# Witold Krassowski
Witold Krassowski (ur. 10 kwietnia 1956 w Warszawie) – polski fotograf i nauczyciel akademicki. Dwukrotnie zdobył nagrodę w międzynarodowym konkursie World Press Photo.

## Życiorys
Krassowski wychował się w Warszawie. Po ukończeniu szkoły średniej studiował w latach 1975–1979 literaturę francuską i lingwistykę stosowaną na Uniwersytecie Warszawskim. W roku akademickim 1979/80 odbył roczne studia w Instytucie Językoznawstwa Ogólnego na uniwersytecie Sorbonne Nouvelle w Paryżu. Po powrocie ukończył studia, uzyskując dyplom Uniwersytetu Warszawskiego.
Po studiach Krassowski zajął się fotografią, wiedzę, którą zdobył jako autodydakta. W 1988 r. wyjechał do Anglii, gdzie zarabiał przy renowacji domów. W tym czasie odwiedził redakcję londyńskiego dziennika The Independent, aby zaprezentować swoje portfolio prac fotograficznych. Natychmiast otrzymał kolejne zlecenia i przez następne sześć miesięcy pracował dla Independent. Po powrocie pracował jako fotoreporter dla czasopism polskich i zagranicznych.
W 2009 r. uzyskał stopień doktora na podstawie dysertacji złożonej w Instytucie Filmu i Telewizji Uniwersytetu Śląskiego w Katowicach. Przyjął etat wykładowcy na Akademii Sztuk Pięknych w Warszawie. W 2012 r. habilitował się na tej uczelni. Pełnił tam funkcję prodziekana. W 2017 r. został profesorem warszawskiej Akademii Sztuk Pięknych.

## Praca fotograficzna
Krassowski specjalizuje się w fotografii czarno-białej. Jego czarno-białe fotoreportaże z Polski, Rosji, krajów Azji, Afryki i Ameryki Łacińskiej drukowało wiele międzynarodowych gazet i czasopism, m.in. The New Yorker, Forbes, The Observer, Libération, Der Spiegel, Stern, Focus.
W 1992 r. zdobył III nagrodę w kategorii „Życie codzienne - historie” w konkursie World Press Photo za czarno-biały reportaż o życiu codziennym w Afganistanie. W 1999 r. został powołany w skład jury tego konkursu. W 2003 r. po raz drugi został laureatem World Press Photo: Trzecią nagrodę w kategorii Nauka i technika zdobył za czarno-biały reportaż o pracy zabytkowych parowozów z Wolsztynu koło Poznania. W latach 1994, 1995, 1996, 1997, 2000 i 2003 był jednym z laureatów konkursu „Polska Fotografia Prasowa”.
Jego cykl portretów obejmuje album ze zdjęciami polskich aktorów, którzy kiedyś byli bardzo znani w całym kraju, ale na starość wycofali się z życia publicznego, a w niektórych przypadkach zostali zapomniani przez społeczeństwo. Ta seria zdjęć stała się podstawą jego rozprawy habilitacyjnej.
Prace Krassowskiego były wielokrotnie prezentowane w polskich miastach. Miał również wystawy indywidualne w USA, kilku miastach europejskich oraz w stolicy Afganistanu Kabul.

## Wystawy indywidualne za granicą
- Freightdoors Gallery, Santa Clara/Kalifornia, USA 1988
- The Photographers Gallery, Londyn 1989
- Dni Polskiej Kultury, Kabul 1991
- Kolonia, 2001
- Monachium, Haus des deutschen Ostens, 2001
- Kgaleria, Lizbona 2006
- Instytut Polski, Budapeszt 2007
- Berlaymont Hall, Komisja Europejska, Bruksela 2009
- KievFotoCom, Kijów 2011
- Gallery of the Society for Arts, Chicago 2016
- Wo wse glaza / All Eyes, Multimedia Art Muzeum, Moskwa 2019

## Fotoksiążki
- Visages de l'Est. Nathan Images, Paryż 1991, ISBN 2-09-24008-2-7.
- Afganistan. EKpictures, Warszawa 2006  ISBN 978-83-88814-66-2.
- Powidoki z Polski / Afterimages of Poland / Ansichten, Nachsichten. Tekst: S. Mizerski, T. Urban. EKpictures, Warszawa 2009  ISBN 978-83-910577-1-1.
- Pieśń na wyjście. Ostatni mistrzowie sceny. EKpictures, Warszawa 2010 ISBN 978-83-910577-2-8.
- Sackcloth And Ashes. GOST Books, Londyn 2020  ISBN 978-19-10401-40-8.

## Nagrody (wybór)
- World Press Photo (III nagroda, kategoria: Życie codzienne - Opowiadania), 1992
- Yellow Pencil. British Design & Art Direction (Srebrny medal), 2001
- World Press Photo (III nagroda, Kategoria: Nauka & Opowiadania technologiczne), 2003
- Art & Worship Award, Fundacja Niavaran, Teheran/Iran (I nagroda), 2005
- Nagroda ZAiKS-u w dziedzinie sztuk wizualnych, 2017[11]
- Nagroda 100-lecia ZAiKS-u, 2020[11]

## Linki
- Strona Witolda Krassowskiego
- World Press Photo profil fotografa
- Poland’s first topmodels  reportaż fotograficzny w Süddeutsche Zeitung, 17 stycznia 2011.
- The British by Witold Krassowski